# Ponent (regió)

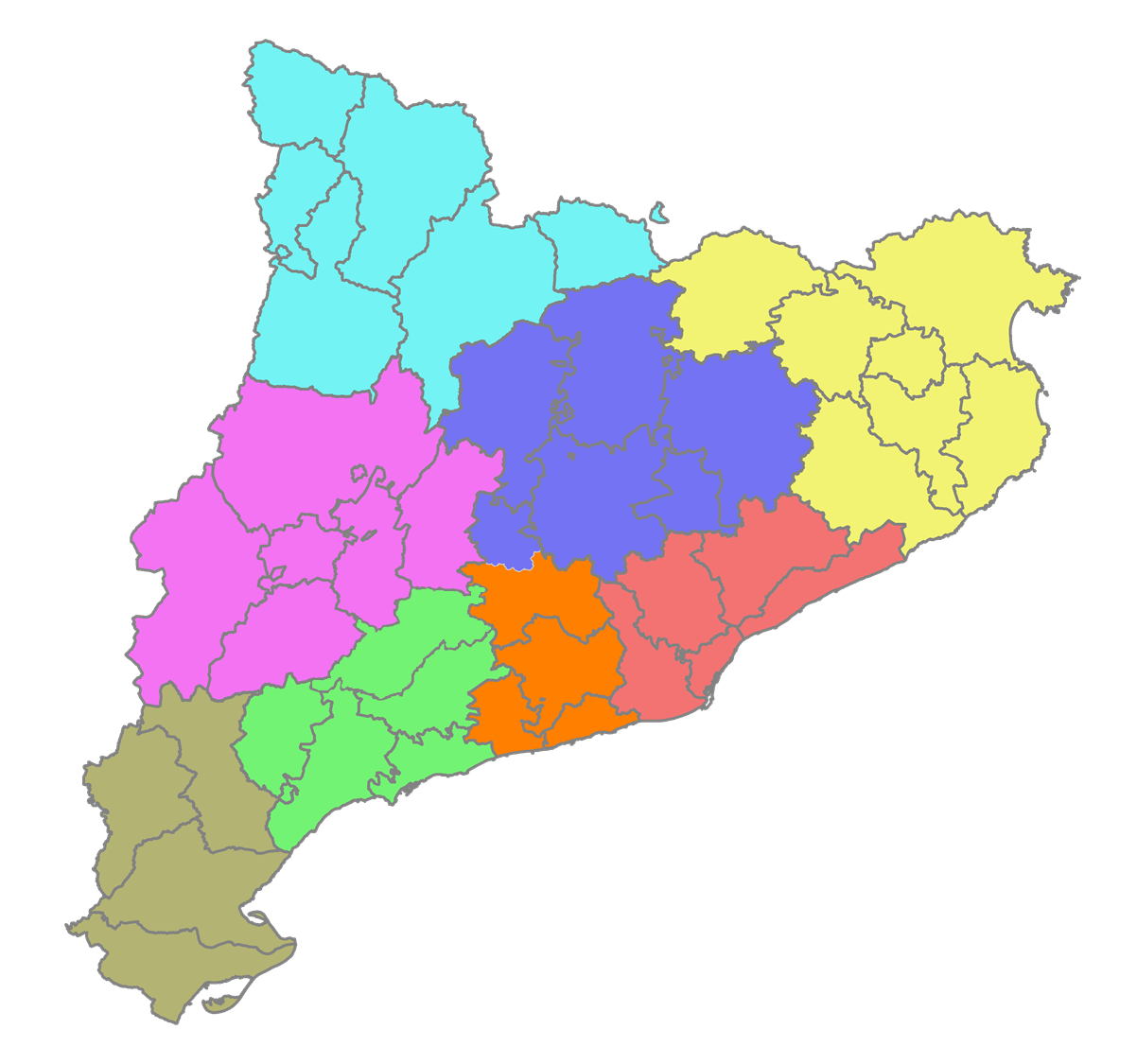
Àmbit de Ponent

Comarques i municipis de la Vegueria de Ponent

Vegueries proposades en l'Informe Roca, 2001

La Vegueria de Ponent és una regió natural al voltant de la ciutat de Lleida, que comprèn les comarques de parla catalana de la depressió central, situades a les conques fluvials del Segre i el Cinca, és a dir, el Segrià, la Noguera, el Pla d'Urgell, l'Urgell, la Segarra i les Garrigues, totes elles a Catalunya, a més de les comarques aragoneses del Baix Cinca i la Llitera, a la Franja.

## Extensió de la regió
Els límits geogràfics venen definits per les serres que delimiten la depressió. El Montsec fa de límit geogràfic pel nord entre les Terres de Ponent i les terres pirinenques del Pallars i la Ribagorça. L'Altiplà de la Segarra i la divisòria d'aigües entre el Segre i els afluents del Llobregat marquen el límit oriental de la regió. Pel sud la Serra del Tallat, la Serra de Prades, la Serra de la Llena i els contraforts septentrionals del Montsant delimiten la regió i la separen de la Conca de Barberà, el Priorat i la Ribera d'Ebre. El límit occidental d'aquesta regió natural és l'àrida plana dels Monegres.

## Vegueria de Ponent
Sense incloure-hi les comarques aragoneses d'influència lleidatana, el Pla territorial general de Catalunya (PTGC) defineix les Terres de Ponent com un dels vuit àmbits funcionals territorials, i per això es considera una de les futures vegueries. D'altra banda, l'Informe Roca va fer una proposta de regionalització on amb el nom de Ponent proposava una vegueria o regió que incloïa tots els territoris de la conca fluvial del Segre, tant de la Depressió Central com de la zona pirinenca, a excepció de la Cerdanya i el Solsonès, a més a més de la Vall d'Aran. Ho justificava per la capitalitat econòmica que Lleida exerceix sobre tots aquests territoris, i pel fet que tradicionalment les valls pirinenques han tingut més contacte amb el sud que no pas entre elles.

## Polèmica pel nom
La regió de les Terres de Ponent també és coneguda genèricament per Ponent, l'Oest de Catalunya, i tradicionalment amb el nom de Terra Ferma. Al mateix temps alguns sectors polítics s'han manifestat a favor o en contra del fet que el nom de la futura vegueria inclogui el topònim de la capital, proposant noms com Terres de Lleida, Comarques de Lleida, o Terres Lleidatanes, si bé aquestes denominacions també s'han fet servir per referir-se al conjunt de territoris de l'actual Província de Lleida, creada l'any 1833, i dels territoris aragonesos situats a llevant del Cinca que en les propostes prèvies de provincialització també hi havien estat incloses. El nom triat finalment va ser Demarcació Veguerial de Lleida.

## Economia i Població
L'economia se centra en l'agricultura, si bé les poblacions importants tenen una gran concentració de serveis i indústria transformadora d'aliments.
Té una població de 360.510 habitants. La ciutat més important és Lleida, seguida de Balaguer, Tàrrega i Mollerussa. Altres poblacions importants són Cervera, les Borges Blanques, Agramunt, Artesa de Segre, Ponts i, encara que administrativament formi part d'Aragó, la ciutat de Fraga.
| Comarca      | Habitants |
| ------------ | --------- |
| Garrigues    | 20.350    |
| Noguera      | 39.507    |
| Pla d'Urgell | 36.069    |
| Segarra      | 22.337    |
| Segrià       | 197.391   |
| Urgell       | 36.064    |